# Zolling
Zolling è un comune tedesco di 4 076 abitanti, situato nel land della Baviera.